# Nečekaná pravda
Nečekaná pravda (v anglickém originále Role Model) je sedmnáctá epizoda z první řady seriálu Dr. House.

## Děj
Epizoda začíná meetingem afroamerického senátora a prezidentského kandidáta USA, na které zkolabuje. Foreman zjišťuje, že v jedné noze má nefunkční reflexy. Vogler přislíbil Housovi, že když na konferenci vyzdvihne kvality jeho nový lék, nebude muset vyhodit nikoho z týmu. První diagnózou je nádor na mozku. Vyšetření však Cuddyová nechce povolit. Senátor s ním souhlasí, ale biopsie nepotvrdí nádor ani infekci. Při zkoumání výsledků Wilson zjistí, že má senátor toxoplazmózu - jeden z příznaků AIDS. To však senátor zásadně odmítá a je z toho velmi rozrušený. Vyžaduje nové a nové testy na jiné nemoci a na AIDS se nechává testovat pod příslibem testování pod jiným jménem. Cameronová je vděčná Housovi za proslov, který má učinit. Testy na AIDS vyjdou pozitivně. Senátor ztrácí schopnost ovládat své nohy a je patrné, že retroviry na AIDS nezabírají. Zjišťuje se, že první test byl falešně pozitivní. House pošle senátora na celkovou rezonanci. Zjistí také, že na něj Chase donášel Voglerovi. Po biopsii všech uzlin, na vyloučení rakoviny, se nic neprokáže. House chce proto provést biopsii sleziny, aby vyloučil leukémii vlasových buněk. Ptá se také Cameronové proč ho má ráda. Biopsie sleziny se nakonec neprovede, protože senátor začne mít dýchací potíže. Housovi dojde, že jako dítě prodělal epilepsii. Odpojí ho od dýchacích přístrojů, aby zjistil jaký lék jako dítě na epilepsii bral, a on se ihned začne dusit. Lék na epilepsii byl příčinou postupného ztrácení imunity. Po podání infuze imunoglobulinu se senátor začne uzdravovat. House nakonec vystoupí na Voglerově konferenci, avšak Voglerův lék zkritizuje. Cameronová pak pozdě večer přijde za Housem a sdělí mu, že odchází.

## Diagnózy
- špatné diagnózy: nádor a infekce v mozku, toxoplasmóza, AIDS, leukémie vlasových buněk
- správná diagnóza: imunodeficience způsobená spolupůsobením EB viru a phenytoinu (na epilepsii) z dětství